# Lista över olympiska medaljörer i skidskytte
Detta är en lista över olympiska medaljörer i skidskytte. I listan finns samtliga medaljörer från 1960 till 2010.

## Herrar

### Distans (20 km)
| Spel                | Guld                       | Silver                                           | Brons                      |
| Squaw Valley 1960   | Klas Lestander (SWE)       | Antti Tyrväinen (FIN)                            | Aleksandr Privalov (URS)   |
| Innsbruck 1964      | Vladimir Melanin (URS)     | Aleksandr Privalov (URS)                         | Olav Jordet (NOR)          |
| Grenoble 1968       | Magnar Solberg (NOR)       | Aleksandr Tichonov (URS)                         | Vladimir Gundartsev (URS)  |
| Sapporo 1972        | Magnar Solberg (NOR)       | Hansjörg Knauthe (GDR)                           | Lars-Göran Arwidson (SWE)  |
| Innsbruck 1976      | Nikolaj Kruglov (URS)      | Heikki Ikola (FIN)                               | Aleksandr Jelizarov (URS)  |
| Lake Placid 1980    | Anatolij Aljabjev (URS)    | Frank Ullrich (GDR)                              | Eberhard Rösch (GDR)       |
| Sarajevo 1984       | Peter Angerer (FRG)        | Frank-Peter Roetsch (GDR)                        | Eirik Kvalfoss (NOR)       |
| Calgary 1988        | Frank-Peter Roetsch (GDR)  | Valerij Medvedtsev (URS)                         | Johann Passler (ITA)       |
| Albertville 1992    | Jevgenij Redkine (EUN)     | Mark Kirchner (GER)                              | Mikael Löfgren (SWE)       |
| Lillehammer 1994    | Sergej Tarasov (RUS)       | Frank Luck (GER)                                 | Sven Fischer (GER)         |
| Nagano 1998         | Halvard Hanevold (NOR)     | Pieralberto Carrara (ITA)                        | Aleksej Ajdarov (BLR)      |
| Salt Lake City 2002 | Ole Einar Bjørndalen (NOR) | Frank Luck (GER)                                 | Viktor Majgurov (RUS)      |
| Turin 2006          | Michael Greis (GER)        | Ole Einar Bjørndalen (NOR)                       | Halvard Hanevold (NOR)     |
| Vancouver 2010      | Emil Hegle Svendsen (NOR)  | Ole Einar Bjørndalen (NOR) Sjarhej Novikaŭ (BLR) | Ingen utsedd               |
| Sotji 2014          | Martin Fourcade (FRA)      | Erik Lesser (GER)                                | Jevgenij Garanitjev (RUS)  |
| Pyeongchang 2018    | Johannes Thingnes Bø (NOR) | Jakov Fak (SLO)                                  | Dominik Landertinger (AUT) |

### Sprint (10 km)
| Spel                | Guld                       | Silver                     | Brons                   |
| Lake Placid 1980    | Frank Ullrich (GDR)        | Vladimir Alikin (URS)      | Anatolij Aljabjev (URS) |
| Sarajevo 1984       | Eirik Kvalfoss (NOR)       | Peter Angerer (FRG)        | Matthias Jacob (GDR)    |
| Calgary 1988        | Frank-Peter Roetsch (GDR)  | Valerij Medvedtsev (URS)   | Sergej Tjepikov (URS)   |
| Albertville 1992    | Mark Kirchner (GER)        | Ricco Groß (GER)           | Harri Eloranta (FIN)    |
| Lillehammer 1994    | Sergej Tjepikov (RUS)      | Ricco Groß (GER)           | Sergej Tarasov (RUS)    |
| Nagano 1998         | Ole Einar Bjørndalen (NOR) | Frode Andresen (NOR)       | Ville Räikkönen (FIN)   |
| Salt Lake City 2002 | Ole Einar Bjørndalen (NOR) | Sven Fischer (GER)         | Wolfgang Perner (AUT)   |
| Turin 2006          | Sven Fischer (GER)         | Halvard Hanevold (NOR)     | Frode Andresen (NOR)    |
| Vancouver 2010      | Vincent Jay (FRA)          | Emil Hegle Svendsen (NOR)  | Jakov Fak (CRO)         |
| Sotji 2014          | Ole Einar Bjørndalen (NOR) | Dominik Landertinger (AUT) | Jaroslav Soukup (CZE)   |
| Pyeongchang 2018    | Arnd Peiffer (GER)         | Michal Krčmář (CZE)        | Dominik Windisch (ITA)  |

### Jaktstart (12,5 km)
| Spel                | Guld                       | Silver                     | Brons                        |
| Salt Lake City 2002 | Ole Einar Bjørndalen (NOR) | Raphaël Poirée (FRA)       | Ricco Groß (GER)             |
| Turin 2006          | Vincent Defrasne (FRA)     | Ole Einar Bjørndalen (NOR) | Sven Fischer (GER)           |
| Vancouver 2010      | Björn Ferry (SWE)          | Christoph Sumann (AUT)     | Vincent Jay (FRA)            |
| Sotji 2014          | Martin Fourcade (FRA)      | Ondřej Moravec (CZE)       | Jean Guillaume Béatrix (FRA) |
| Pyeongchang 2018    | Martin Fourcade (FRA)      | Sebastian Samuelsson (SWE) | Benedikt Doll (GER)          |

### Masstart (15 km)
| Spel             | Guld                      | Silver                | Brons                      |
| Turin 2006       | Michael Greis (GER)       | Tomasz Sikora (POL)   | Ole Einar Bjørndalen (NOR) |
| Vancouver 2010   | Jevgenij Ustjugov (RUS)   | Martin Fourcade (FRA) | Pavol Hurajt (SLO)         |
| Sotji 2014       | Emil Hegle Svendsen (NOR) | Martin Fourcade (FRA) | Ondřej Moravec (CZE)       |
| Pyeongchang 2018 | Martin Fourcade (FRA)     | Simon Schempp (GER)   | Emil Hegle Svendsen (NOR)  |

### Stafett (4×7,5 km)
| Spel                | Guld                                                                                  | Silver                                                                        | Brons                                                                         |
| Grenoble 1968       | Sovjetunionen Aleksandr Tichonov Nikolaj Puzanov Viktor Mamatov Vladimir Gundartsev   | Norge Ola Wærhaug Olav Jordet Magnar Solberg Jon Istad                        | Sverige Lars-Göran Arwidson Tore Eriksson Olle Petrusson Holmfrid Olsson      |
| Sapporo 1972        | Sovjetunionen Aleksandr Tichonov Rinnat Safin Ivan Bjakov Viktor Mamatov              | Finland Esko Saira Juhani Suutarinen Heikki Ikola Mauri Röppänen              | Östtyskland Hansjörg Knauthe Joachim Meischner Dieter Speer Horst Koschka     |
| Innsbruck 1976      | Sovjetunionen Aleksandr Jelizarov Ivan Bjakov Nikolaj Kruglov Aleksandr Tichonov      | Finland Henrik Flöjt Esko Saira Juhani Suutarinen Heikki Ikola                | Östtyskland Karl-Heinz Menz Frank Ullrich Manfred Beer Manfred Geyer          |
| Lake Placid 1980    | Sovjetunionen Vladimir Alikin Aleksandr Tichonov Vladimir Barnasjov Anatolij Aljabjev | Östtyskland Mathias Jung Klaus Siebert Frank Ullrich Eberhard Rösch           | Västtyskland Franz Bernreiter Hans Estner Peter Angerer Gerhard Winkler       |
| Sarajevo 1984       | Sovjetunionen Dmitrij Vasiljev Jurij Kasjkarov Algimantas Sjalna Sergej Bulygin       | Norge Odd Lirhus Eirik Kvalfoss Rolf Storsveen Kjell Søbak                    | Västtyskland Ernst Reiter Walter Pichler Peter Angerer Fritz Fischer          |
| Calgary 1988        | Sovjetunionen Dmitrij Vasiljev Sergej Tjepikov Aleksandr Popov Valerij Medvedtsev     | Västtyskland Ernst Reiter Stefan Höck Peter Angerer Fritz Fischer             | Italien Werner Kiem Gottlieb Taschler Johann Passler Andreas Zingerle         |
| Albertville 1992    | Tyskland Ricco Groß Jens Steinigen Mark Kirchner Fritz Fischer                        | OSS Valery Medvedtsev Alexander Popov Valeri Kiriyenko Sergey Tchepikov       | Sverige Ulf Johansson Leif Andersson Tord Wiksten Mikael Löfgren              |
| Lillehammer 1994    | Tyskland Ricco Groß Frank Luck Mark Kirchner Sven Fischer                             | Ryssland Valeri Kirijenko Vladimir Dratjev Sergej Tarasov Sergej Tjepikov     | Frankrike Thierry Dusserre Patrice Bailly-Salins Lionel Laurent Hervé Flandin |
| Nagano 1998         | Tyskland Ricco Groß Peter Sendel Sven Fischer Frank Luck                              | Norge Egil Gjelland Halvard Hanevold Dag Bjørndalen Ole Einar Bjørndalen      | Ryssland Pavel Muslimov Vladimir Dratjev Sergej Tarasov Viktor Majgurov       |
| Salt Lake City 2002 | Norge Halvard Hanevold Frode Andresen Egil Gjelland Ole Einar Bjørndalen              | Tyskland Ricco Groß Peter Sendel Sven Fischer Frank Luck                      | Frankrike Gilles Marguet Vincent Defrasne Julien Robert Raphaël Poirée        |
| Turin 2006          | Tyskland Ricco Groß Michael Rösch Sven Fischer Michael Greis                          | Ryssland Ivan Tjerezov Sergej Tjepikov Pavel Rostovtsev Nikolaj Kruglov       | Frankrike Julien Robert Vincent Defrasne Ferréol Cannard Raphaël Poirée       |
| Vancouver 2010      | Norge Halvard Hanevold Tarjei Bø Emil Hegle Svendsen Ole Einar Bjørndalen             | Österrike Simon Eder Daniel Mesotitsch Dominik Landertinger Christoph Sumann  | Ryssland Sergej Tjepikov Anton Sjipulin Maksim Tjudov Jevgenij Ustjugov       |
| Sotji 2014          | Ryssland Aleksej Volkov Jevgenij Ustiugov Dmitrij Malysjko Anton Sjipulin             | Tyskland Erik Lesser Daniel Böhm Arnd Peiffer Simon Schempp                   | Österrike Christoph Sumann Daniel Mesotitsch Simon Eder Dominik Landertinger  |
| Pyeongchang 2018    | Sverige Peppe Femling Jesper Nelin Sebastian Samuelsson Fredrik Lindström             | Norge Lars Helge Birkeland Tarjei Bø Johannes Thingnes Bø Emil Hegle Svendsen | Tyskland Erik Lesser Benedikt Doll Arnd Peiffer Simon Schempp                 |

## Damer

### Distans (15 km)
| Spel                | Guld                       | Silver                    | Brons                    |
| Albertville 1992    | Antje Misersky (GER)       | Svetlana Davidova (EUN)   | Myriam Bédard (CAN)      |
| Lillehammer 1994    | Myriam Bédard (CAN)        | Anne Briand (FRA)         | Uschi Disl (GER)         |
| Nagano 1998         | Jekaterina Dafovska (BUL)  | Olena Petrova (UKR)       | Uschi Disl (GER)         |
| Salt Lake City 2002 | Andrea Henkel (GER)        | Liv Grete Poirée (NOR)    | Magdalena Forsberg (SWE) |
| Turin 2006          | Svetlana Isjmuratova (RUS) | Martina Glagow (GER)      | Albina Achatova (RUS)    |
| Vancouver 2010      | Tora Berger (NOR)          | Jelena Chrustaljova (KAZ) | Darja Domratjeva (BLR)   |
| Sotji 2014          | Darja Domratjeva (BLR)     | Selina Gasparin (SUI)     | Nadzeja Skardzina (BLR)  |
| Pyeongchang 2018    | Hanna Öberg (SWE)          | Anastasija Kuzmina (SVK)  | Laura Dahlmeier (GER)    |

### Sprint (7,5 km)
| Spel                | Guld                          | Silver                    | Brons                          |
| Albertville 1992    | Anfisa Reztsova (EUN)         | Antje Misersky (GER)      | Jelena Belova (EUN)            |
| Lillehammer 1994    | Myriam Bédard (CAN)           | Svetlana Paramygina (BLR) | Valentina Tserbe-Nessina (UKR) |
| Nagano 1998         | Galina Kukleva (RUS)          | Uschi Disl (GER)          | Katrin Apel (GER)              |
| Salt Lake City 2002 | Kati Wilhelm (GER)            | Uschi Disl (GER)          | Magdalena Forsberg (SWE)       |
| Turin 2006          | Florence Baverel-Robert (FRA) | Anna Carin Olofsson (SWE) | Lilija Vajhina-Jefremova (UKR) |
| Vancouver 2010      | Anastasija Kuzmina (SVK)      | Magdalena Neuner (GER)    | Marie Dorin (FRA)              |
| Sotji 2014          | Anastasija Kuzmina (SVK)      | Olga Viluchina (RUS)      | Vita Semerenko (UKR)           |
| Pyeongchang 2018    | Laura Dahlmeier (GER)         | Marte Olsbu (NOR)         | Veronika Vítková (CZE)         |

### Jaktstart (10 km)
| Spel                | Guld                   | Silver                   | Brons                    |
| Salt Lake City 2002 | Olga Medvedtseva (RUS) | Kati Wilhelm (GER)       | Irina Nikultjina (BUL)   |
| Turin 2006          | Kati Wilhelm (GER)     | Martina Glagow (GER)     | Albina Achatova (RUS)    |
| Vancouver 2010      | Magdalena Neuner (GER) | Anastasija Kuzmina (SVK) | Marie-Laure Brunet (FRA) |
| Sotji 2014          | Darja Domratjeva (BLR) | Tora Berger (NOR)        | Teja Gregorin (SLO)      |
| Pyeongchang 2018    | Laura Dahlmeier (GER)  | Anastasija Kuzmina (SVK) | Anaïs Bescond (FRA)      |

### Masstart (12,5 km)
| Spel             | Guld                      | Silver                   | Brons                 |
| Turin 2006       | Anna Carin Olofsson (SWE) | Kati Wilhelm (GER)       | Uschi Disl (GER)      |
| Vancouver 2010   | Magdalena Neuner (GER)    | Olga Zajtseva (RUS)      | Simone Hauswald (GER) |
| Sotji 2014       | Darja Domratjeva (BLR)    | Gabriela Soukalová (CZE) | Tiril Eckhoff (NOR)   |
| Pyeongchang 2018 | Anastasija Kuzmina (SVK)  | Darja Domratjeva (BLR)   | Tiril Eckhoff (NOR)   |

### Stafett (4×6 km)
Damernas stafett har hållits på olika distanser:
- 3×7,5 km — 1992
- 4×7,5 km — 1994-2002
- 4×6 km — 2006

| Spel                | Guld                                                                              | Silver                                                                                     | Brons                                                                                          |
| Albertville 1992    | Frankrike Corinne Niogret Véronique Claudel Anne Briand                           | Tyskland Uschi Disl Antje Misersky Petra Schaaf                                            | OSS Jelena Belova Anfisa Reztsova Jelena Melnikova                                             |
| Lillehammer 1994    | Ryssland Nadezjda Talanova Natalija Snytina Luiza Noskova Anfisa Reztsova         | Tyskland Uschi Disl Antje Misersky Simone Greiner-Petter-Memm Petra Schaaf                 | Frankrike Corinne Niogret Véronique Claudel Delphyne Heymann Anne Briand                       |
| Nagano 1998         | Tyskland Uschi Disl Martina Zellner Katrin Apel Petra Behle                       | Ryssland Olga Melnik Galina Koukleva Albina Achatova Olga Romasko                          | Norge Ann-Elen Skjelbreid Annette Sikveland Gunn Margit Andreassen Liv Grete Skjelbreid Poirée |
| Salt Lake City 2002 | Tyskland Katrin Apel Uschi Disl Andrea Henkel Kati Wilhelm                        | Norge Ann-Elen Skjelbreid Linda Tjørhom Gunn Margit Andreassen Liv Grete Skjelbreid Poirée | Ryssland Olga Medvedtseva Galina Koukleva Svetlana Isjmuratova Albina Achatova                 |
| Turin 2006          | Ryssland Anna Bogalij-Titovets Svetlana Isjmuratova Olga Zajtseva Albina Achatova | Tyskland Martina Glagow Andrea Henkel Katrin Apel Kati Wilhelm                             | Frankrike Delphyne Peretto Florence Baverel-Robert Sylvie Becaert Sandrine Bailly              |
| Vancouver 2010      | Ryssland Svetlana Sleptsova Anna Bogalij-Titovets Olga Medvedtseva Olga Zajtseva  | Frankrike Marie-Laure Brunet Sylvie Becaert Marie Dorin Sandrine Bailly                    | Tyskland Kati Wilhelm Simone Hauswald Martina Beck Andrea Henkel                               |
| Sotji 2014          | Ukraina Vita Semerenko Julija Dzjyma Valj Semerenko Olena Pidhrusjna              | Ryssland (diskade) Jana Romanova Olga Zajtseva Jekaterina Sjumilova Olga Viluchina         | Norge Fanny Welle-Strand Horn Tiril Eckhoff Ann Kristin Aafedt Flatland Tora Berger            |
| Pyeongchang 2018    | Belarus Nadzeja Skardzina Iryna Kryuko Dzinara Alimbekava Darja Domratjeva        | Sverige Linn Persson Mona Brorsson Anna Magnusson Hanna Öberg                              | Frankrike Anaïs Chevalier Marie Dorin Habert Justine Braisaz Anaïs Bescond                     |